# Boloria alberta
Boloria alberta (лат.) — вид бабочек из семейства нимфалид. Встречается в североамериканских Скалистых горах Британской Колумбии и Альберты, а также на севере Монтаны.

## Систематика
Вид Boloria alberta был впервые научно описан в 1890 году Уильямом Генри Эдвардсом под протонимом Argynnis alberta.

## Синонимы
- Argynnis alberta Edwards, 1890
- Clossiana alberta (Edwards, 1890).

## Описание
Размах крыльев 35-45 мм. Время лёта с июля по начало августа. Самцы тускло-оранжевые, а самки — бледно-оранжевые и серо-коричневые. Их отметины размыты.
Бабочка с довольно тусклой желтовато-оранжевой верхней стороной, украшенной коричневыми узорами. Более светлая нижняя сторона имеет аналогичный рисунок.

## Биология
Развивается в одном поколении в течение короткого периода в июле-августе, в большем количестве в чётные годы.
Гусеницы питаются листьями дриады восьмилепестной (Dryas octopetala). Обитает на горных кряжах, в тундре и обветренных склонах.

## Распространение
Boloria alberta встречается в Азии на Чукотском полуострове и на северо-западе Северной Америки, в Британской Колумбии, Альберте, штате Вашингтон и Монтане.